# OFCフットサル選手権
OFCフットサル選手権（英: OFC Futsal Championship）は、オセアニアサッカー連盟（OFC）が主催する、ナショナルチームによるフットサルの大陸選手権大会である。1992年に始まった。

## 概要
この大会は当初4年に1度開かれていたが、2008年以降は毎年開催されている。オーストラリアは2006年にOFCを離籍するまではすべてのトーナメントに優勝していた。それ以降はソロモン諸島が連覇を続けている。

## 結果
| 1992 詳細 | オーストラリア・ブリスベン | · オーストラリア | グループステージ制 | · ニュージーランド | · バヌアツ         |                    |                      |
| 1996 詳細 | バヌアツ・ポートビラ       | · オーストラリア | グループステージ制 | · バヌアツ         | · フィジー         |                    | · 西サモア           |
| 1999 詳細 | バヌアツ・ポートビラ       | · オーストラリア |                    | · フィジー         | · バヌアツ         |                    | · パプアニューギニア |
| 2004 詳細 | オーストラリア・キャンベラ | · オーストラリア | グループステージ制 | · ニュージーランド | · バヌアツ         | グループステージ制 | · フィジー           |
| 2008 詳細 | フィジー・スバ             | · ソロモン諸島   | グループステージ制 | · タヒチ           | · バヌアツ         | グループステージ制 | · ニュージーランド   |
| 2009 詳細 | フィジー・スバ             | · ソロモン諸島   | 8–1                | · フィジー         | · バヌアツ         | 6–2                | · ニューカレドニア   |
| 2010 詳細 | フィジー・スバ             | · ソロモン諸島   | グループステージ制 | · フィジー         | · ニュージーランド | グループステージ制 | · バヌアツ           |
| 2011 詳細 | フィジー・スバ             | · ソロモン諸島   | 6–4                | · タヒチ           | · ニュージーランド | 1–1 (5–4)          | · バヌアツ ·         |
| 2012 詳細 | フィジー・スバ             |                  |                    |                    |                    |                    |                      |

## 優勝回数
| 回数 | 国             | 年                  |
| ---- | -------------- | ------------------- |
| 4回  | オーストラリア | 1992,1996,1999,2004 |
| 4回  | ソロモン諸島   | 2008,2009,2010,2011 |